# 岸信貞
岸 信貞（きし のぶさだ、生年不詳 - 永禄8年8月28日（1565年9月22日））は、戦国時代の武将。通称は三郎兵衛。父・佐藤信連、兄弟に岸信周。子に岸新右衛門。山之上本地岸氏の祖。

## 生涯
織田信長の中濃攻略戦において、岸一族は堂洞城を守備していたとみられる。
兄信周と共に堂洞城攻城戦に参加。南・西方面を守備し必死の防戦に努めた。兄とその妻（桂院月丘浄香大姉）と共に18度もかけ合う。信周とその妻が自刃した後も本丸にて防戦。
堂洞落城寸前、遂に討死をした。

## 人物・子孫
- 「城中の人数入り乱れて、敵味方見分けれず、大将の者は皆打果してしまった。」から、激戦であった事がわかる[4]。
- 岸一族が城を枕に義に殉じたと言われている。
- 子の岸新右衛門は、堂洞合戦本丸で戦った森可成より森氏に仕えた[5]。
- 現在も美濃加茂市山之上町本地岸家として続いている[6]。